# Лынов, Юрий Алексеевич
Юрий Алексеевич Лынов (род. 12 ноября 1967, Воронеж) — советский и российский хоккеист, защитник. Мастер спорта СССР.

## Биография
Воспитанник воронежского «Бурана», первый тренер Алексей Иванович Медведев. После выступлений за «Буран» в первой (1982/83) и второй (1983/84) лигах перешёл в «Крылья Советов». В первом сезоне в высшей лиге провёл 23 матча (и 11 в переходном турнире) и три матча — во втором сезоне. Вернувшись в «Буран», отыграл за клуб в первой и второй лигах шесть сезонов. Затем играл за «Спартак» Москва (1992/93), клуб второго дивизиона Швеции «Оре» (Фурудаль, 1993—1994), «Северсталь» Череповец (1994/95, 1995/96), венгерский «Ференцварош» (1994/95), «Воронеж» и «Воронеж-2» (1996/97).
Бронзовый призёр чемпионата мира среди молодёжных команд 1985. Серебряный призёр чемпионата Европы 1985. Чемпион Венгрии 1995.